# Женя Авербух
Женя Авербух (івр. ג'ניה אוורבוך; нар. 1909 Сміла — 1977, Тель-Авів) — ізраїльська архітекторка українського походження. Здобула популярність, в основному, завдяки проекту площі Дізенґоф. Вона перша спроектувала синагогу в Ізраїлі.

## Біографія
Женя Авербух народилася в місті Сміла (нині — Україна), в єврейській сім'ї, і в 1911 року дитиною разом з батьками здійснила алію. У 1926 році після закінчення гімназії в Тель-Авіві вчилася в Римі (Італія), Брюсселі та Генті (Бельгія). Повернулася в Ерец Ісраель у 1930 році і відкрила свою фірму разом з архітектором Шломо Гінзбургом (1906—1976). Вони проектували житлові будівлі і брали участь в архітектурних конкурсах.
У 1934 році Авербух виграла конкурс на забудову площі Дізенгоф у Тель-Авіві.
У період з 1940 по 1945 рік керувала Відділом планування в міській раді Тель-Авіву.

## Галерея

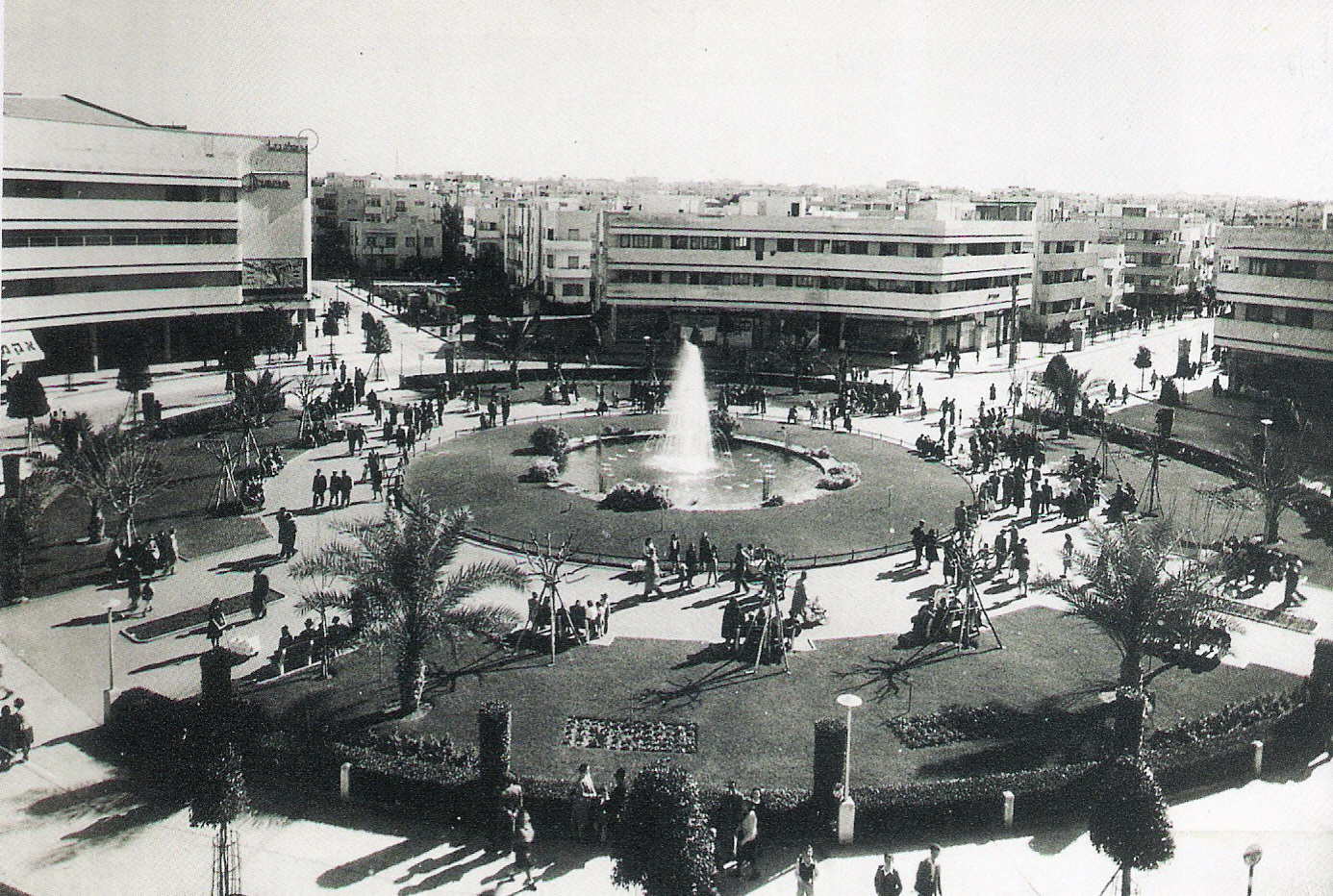
Площа Зіни Дізенгоф у 1940-их роках
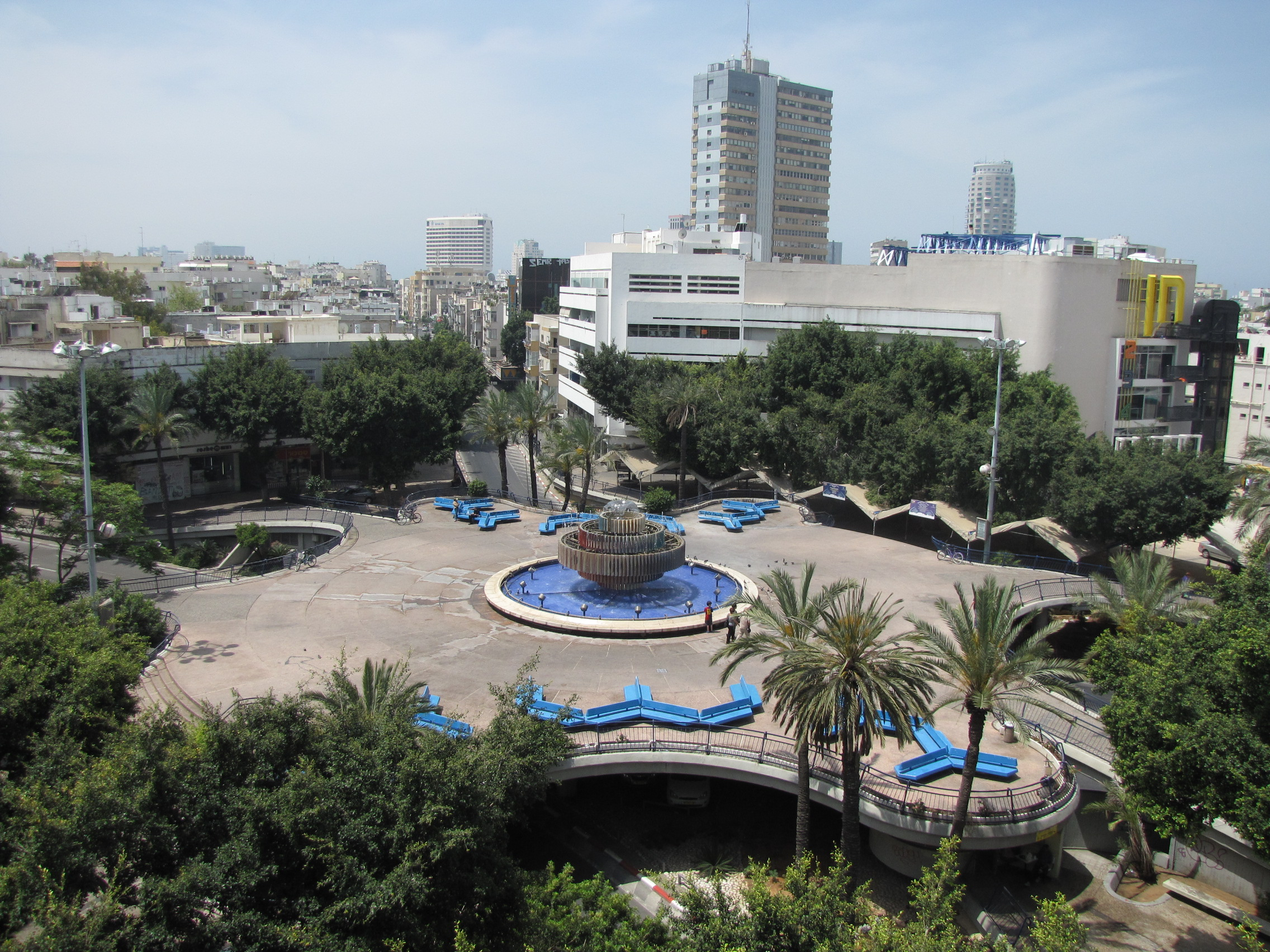
Площа Зіни Дізенгоф 2010 року
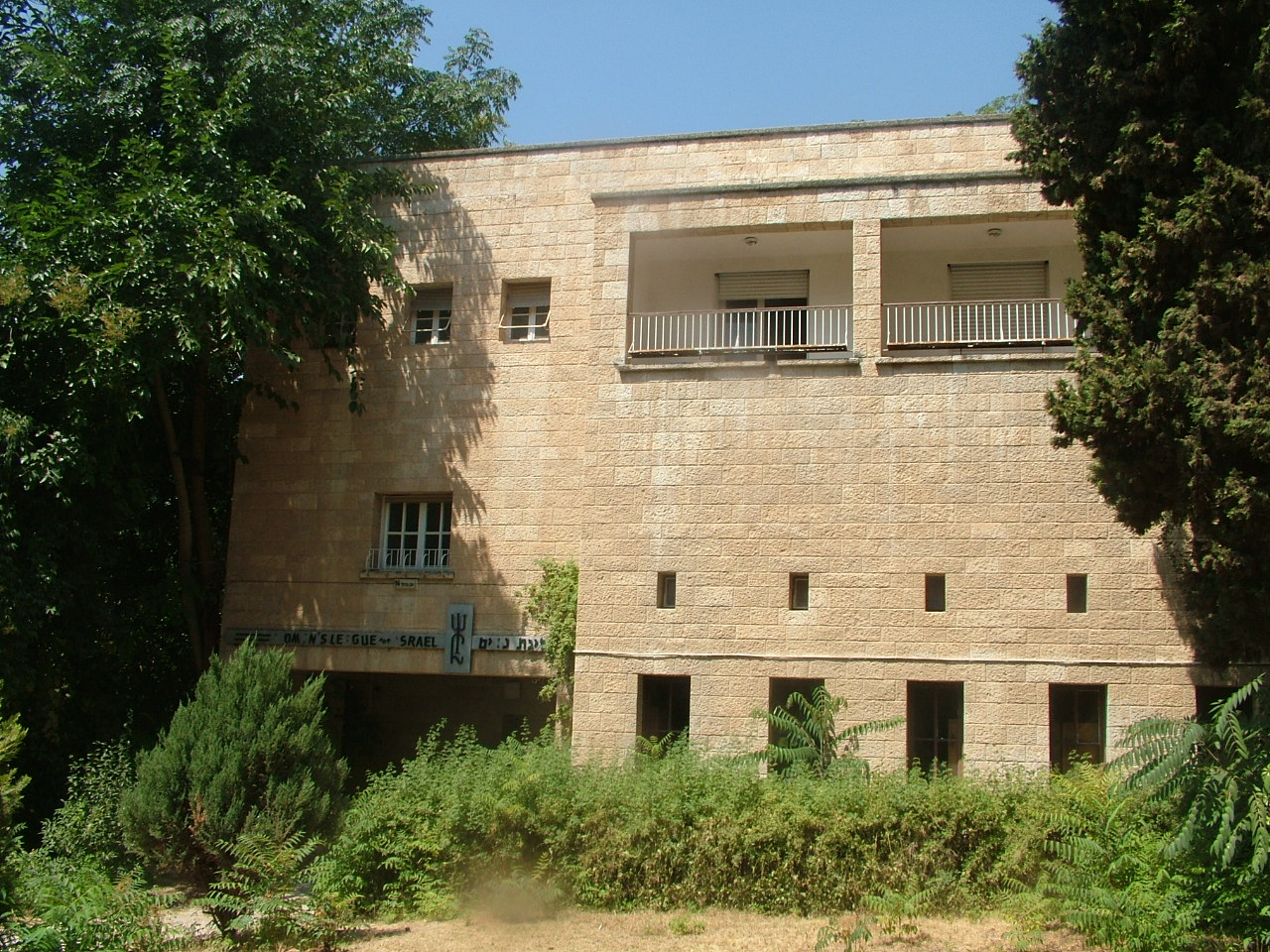
Бейт ха-Халуцот 2007 року